# Juego de salón

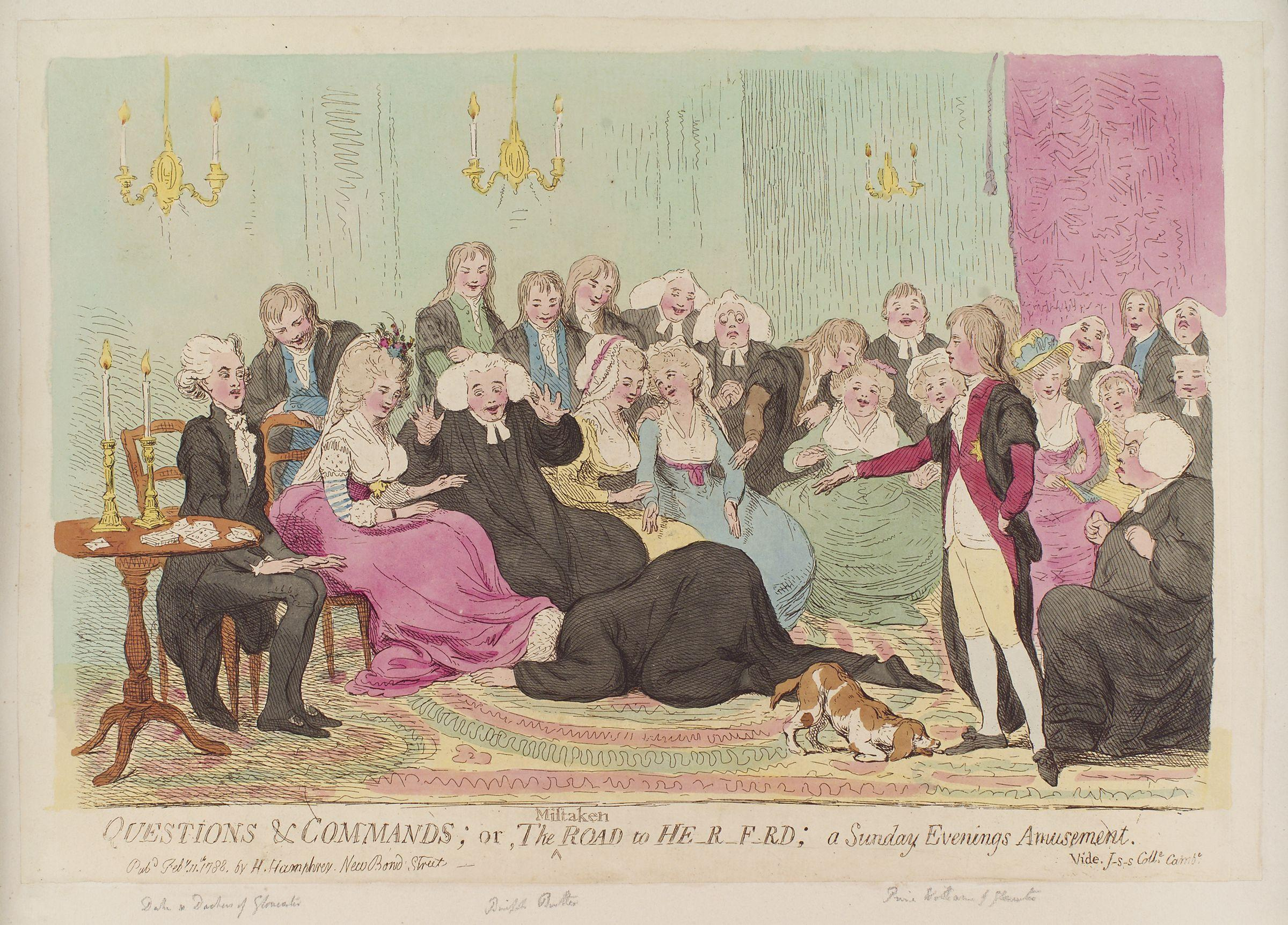
Personas acaudaladas jugando al juego de salón

Un juego de salón es un juego grupal realizado bajo techo. En estos juegos fueron extremadamente populares entre las clases media y alta de los Estados Unidos y Gran Bretaña durante la época victoriana. A menudo eran jugados en un salón, de ahí su denominación.
Durante el siglo XIX, las personas acaudaladas tenían más tiempo libre que en generaciones pasadas. Esto llevó a la creación de una variedad de juegos de salón que permitiera a estas damas y caballeros divertirse en pequeñas fiestas, La popularidad de los juegos de salón menguó en la primera mitad del siglo XX cuando la radio, el cine y, más tarde, la televisión, capturaron el tiempo libre del público. Aunque con menos popularidad, los juegos de salón continúan siendo jugados. Algunos permanecen casi idénticos a sus ancestros victorianos; otros han sido transformados o adaptados en juegos de tablero.
Muchos juegos de salón involucran el uso de la lógica o de juegos de palabras. Otros, como la gallina ciega, son juegos más físicos pero sin llegar al nivel de un deporte o ejercicio. Algunos involucran técnicas dramáticas, como las Charadas. La mayoría no requiere más equipo que el que podría encontrarse en un salón típico. Usualmente los juegos de salón son competitivos, pero no incluyen registro de puntuación alguno; la única recompensa al ganar una ronda es la admiración de los asistentes. Generalmente, estos juegos no tienen una longitud o punto final; el juego continua hasta que los jugadores deciden dejar de hacerlo.
- Datos: Q14947863